# 國光計畫

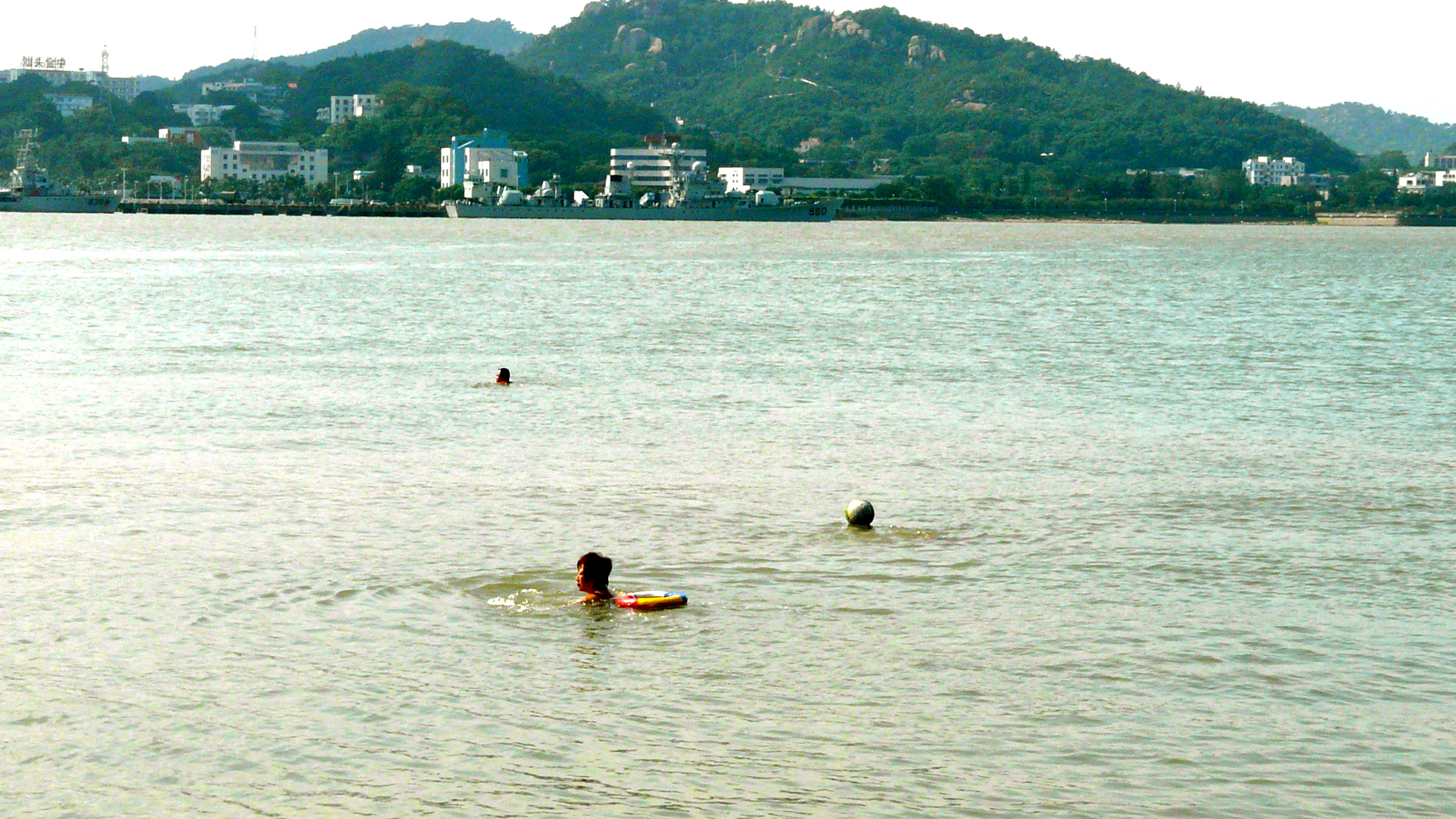
根據國光計畫反攻大陸第一步驟，首先中華民國國軍在夜间航行十多個小時登陸對岸的廣東省汕頭建立灘頭堡，然後先由廈門的背面攻打廈門，隨後金門前線國軍攻下廈門。國軍取得汕頭至廈門沿海一帶建立橋頭堡後，再進攻全中國大陸，圖為汕頭岸邊一個中國人民解放軍海軍基地。

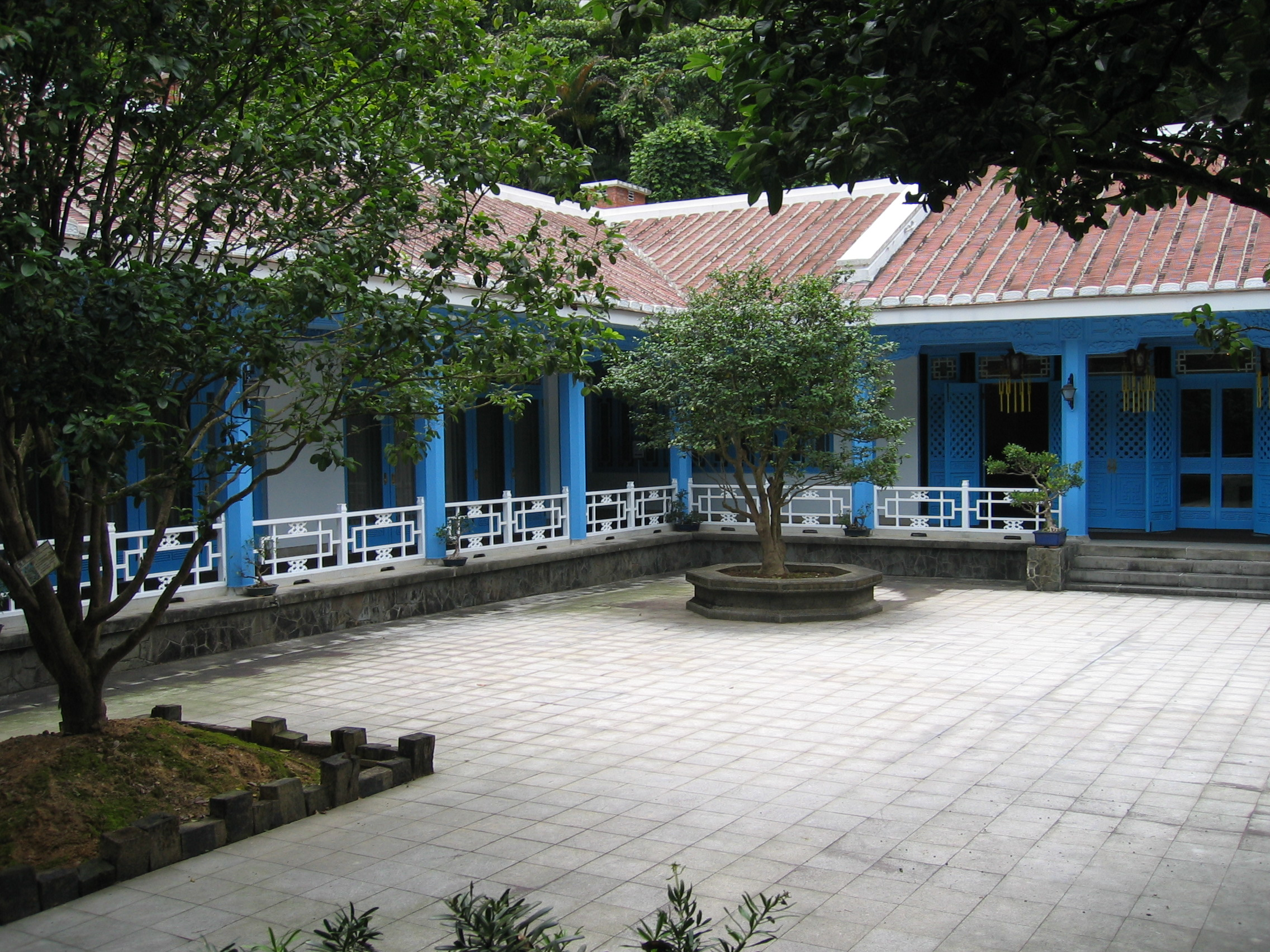
1964年4月國光作業室規劃大溪為中華民國總統府戰時疏散區域，包括興建後慈湖五棟疏散辦公室。並由當時的榮工處嚴孝章處長負責建造，初為木造平房後改建磚造，並於附近山坡開鑿有一系列碉堡山洞。

國光計畫即時任中華民國總統兼三軍統帥蔣中正為反攻大陸，於1961年至1972年積極籌措的祕密軍事作戰計畫，最後並未執行，不過期間曾透過「海威行動」向中國大陸派遣小股部隊。
國光計畫其作為第二次國共內戰之後中華民國政府第一個真正意義上預定假想的大規模反攻作戰行動，該計畫的執行者中華民國國軍企圖在金門向對面廈門開砲誘發雙方砲戰，數日後依靠中華民國海軍、中華民國空軍的戰術優勢渡海登陸對岸的大陸福建沿海地區，爾後利用東南丘陵山地的複雜地形用以延緩遲滯中國人民解放軍的增援。整個登陸行動預計動用五十個師左右的中華民國陸軍兵力，前期直接參與行動的國軍進攻部隊將投入至少二十個陸軍野戰步兵師。而與此遙相呼應的是內戰之後退守中緬邊境的泰緬孤軍作為游擊隊進行襲擊擾亂和突擊作戰，來分散和吸引西南方向解放軍的注意力，配合國軍登陸作戰。國光計畫以台澎金馬為反攻據點，其複雜性要求各路國軍能夠密切配合，支援正面作戰，所以該計畫召集了當時主要的陸海空三軍菁英在極其秘密情況下制定，然而國際政治和軍事因素均不支持中華民國政府的軍事行動，最後於1972年7月20日裁撤國光作業室。

## 背景
中華民國政府於1949年撤退來台後，蔣介石一心想反攻大陸，然而台灣的人力有限、物資有限、軍備有限，重整國力充實軍備迫在眉睫；1950年韓戰爆發，美援輸入後台灣本島的經濟狀況恢復穩定，但沿海島嶼逐一失守，中華民國政府戰線日趨收縮。1955年一江山島戰役失利、大陳島撤退，美國政府和中華民國政府簽訂中美共同防禦協約後，美軍除提供更多的協防外，也監督中華民國政府不得有反攻大陸等踰矩的行動，因而「反共復國」的口號始終未能付諸實行。但是在白團的協助下，國軍仍有一批參謀人員由日本軍人訓練，且提供可用資料，盡其所能去策畫反攻大陸的作戰該如何實施。
1958年，中華民國政府认为中國大陸在毛澤東的大躍進運動下已經出現許多基礎民生物資匱乏的現象，使得人民不滿中國共產黨政府的跡象趨增，對蔣介石來說這意味著這乃反攻大陸最好的時機。另一方面，蔣介石也面臨1960年將屆滿第二任總統任期，依中華民國憲法規定無法再次連任，讓蔣介石試圖以號召反攻中國大陸，鞏固自己的領導地位:146。在種種因素考量下，國光計劃開始醞釀而行。
鑒於在台中華民國國軍只有幾十萬人、約十個師的兵力，而中國人民解放軍卻有四百萬人，蔣介石預計動員五十個師，在人力嚴重不足的情況下，蔣介石甚至想動用監獄裡的囚犯來充軍；而於1950年中華民國行政院召集中華民國內政部、中華民國教育部研究恢復於在大陸對日抗戰時各級學校成立軍訓及學校軍訓教官訓練有關事宜，除了一方面可以短期訓練學生前往前線作戰之外，另一方面則可以鎮壓學校內部異議份子。

## 概述

### 啟動
1956年，中華民國國防部在石牌實踐學社展開「凱旋計划」，為反攻大陸而準備，由陸軍副總司令胡璉上將組織小組。
1957年5月，以任務編組建制「中興計畫室」。
1961年4月1日，國防部開始在臺北縣三峽鎮（今新北市三峽區）成立「國光作業室」，陸軍中將朱元琮擔任主任（國防部作戰次長室次長兼任），執行官羅文浩中將，副主任邢祖援、常持琇、楊友三少將。正式展開擬定反攻大陸的軍事作戰計劃。國防部另在新店碧潭成立「巨光計畫室」，研擬與美軍聯盟反攻作戰，避免被美方得知反攻大陸的企圖。1962年，適逢中華人民共和國推行的大躍進失敗，整體實力虛弱之時，蔣介石急欲趁此良機反攻大陸。一方面，開始積極調整國軍兵力部署，高呼「反攻在即」的口號。
國防部國光作業室成立後，陸軍總司令部、海軍總司令部、空軍總司令部分別成立次級單位：。 
| 陸軍總司令部 陸光作業室 | 第一階段 光華作業室       | （登陸作戰）   | 第二階段 成功作業室   | （華南戰區）       | 武漢作業室 | （特種作戰）                         |
| 海軍總司令部 光明作業室 | 啟明作業室                | （第63特遣隊） | 曙明作業室            | （第64登陸特遣隊） | 龍騰作業室 | （陸軍金門防衛司令部第71、95特遣隊） |
| 空軍總司令部 擎天作業室 | 空軍作戰司令部 九霄作業室 | （空作部）     | 空降特遣隊 大勇作業室 | （空降）           |            |                                      |

提出包括「敵前登陸」、「敵後特戰」、「敵前襲擊」、「乘勢反攻」、「應援抗暴」等五類廿六項作戰計畫、二百一十四個參謀研究案。所有計畫都詳擬到師的任務層級，也向蔣介石提報了九十七次。
在登陸作戰突擊登陸階段執行方式及構想：
1. 由台灣以正規兩棲作戰方式，由艦至岸運載於福建地區突擊登陸（登陸地點包括將軍沃、大埕所、惠來、石獅圍頭半島等地）。
2. 由金門為基地，以小艇運輸，由岸至岸運載，攻擊廈門等地（「龍騰計畫」，約使用4個陸軍野戰步兵師以及1個海軍陸戰步兵團）。
3. 由澎湖、台灣，由艦至岸運載於福建地區突擊登陸。
4. 或由上述三種方式混合運用。

### 以戰養戰構想

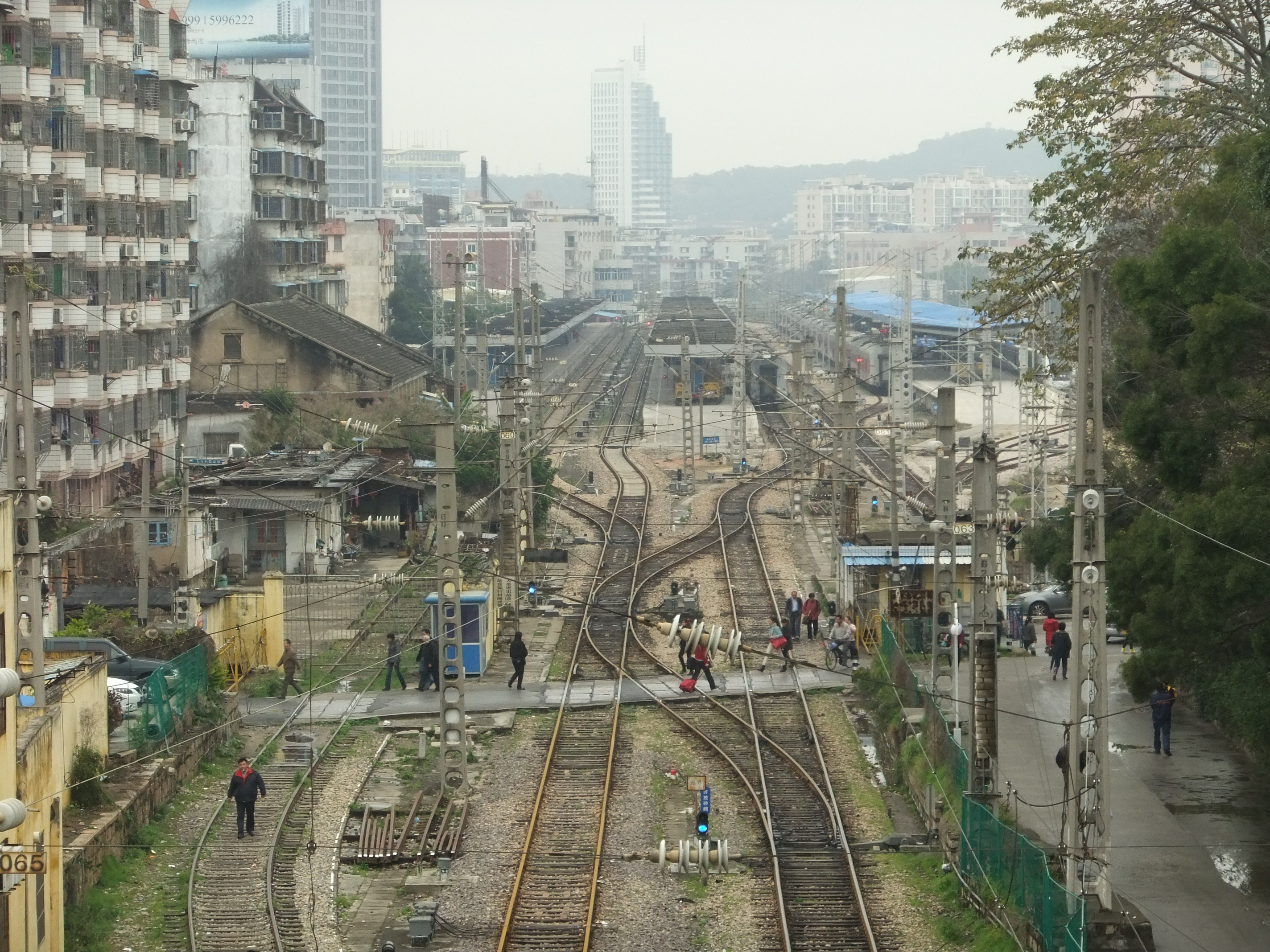
鹰厦铁路

每項作戰構想都有預備演習，蔣介石對反攻大陸的指導，首先是要打下廈門，建立一個穩固的進軍基地。1963年5月2日，蔣介石提出開戰指導，親自指示參謀研擬如何砲擊中国大陆3到4天後，誘發解放军砲戰，蔣介石再向世界宣布解放军挑釁，作為國軍軍事行動藉口，接著是空軍反制作戰，數日後展開登陸戰。然而，時任中華民國參謀總長彭孟緝上將於5月30日提出反對；蔣介石接納了彭孟緝的意見。
至於登陸地點，由於國軍登陸艦數量不足，參謀總長彭孟緝提出從金門登陸的構想，但這也產生一個缺點：金門對岸即是解放軍重點據守點，若從金門登陸恐怕導致官兵死傷慘重，故被蔣介石否決了，蔣介石計畫是從廣東汕頭登陸，但是從台灣西部沿岸各港口出發載運陸軍抵達汕頭航程約210海哩，換算時間至少需要十多個小時，恐怕在尚未登陸前就已被解放軍發現，故蔣介石決定利用夜間航行，並且在汕頭登陸建立灘頭堡；登陸初期，先截斷鷹廈鐵路，使解放軍無法適時增援，立足廈門後，迅速建立攻勢基地，國軍增援部隊可立即從金門登陸，再依情勢發展，以三角形戰術左旋可以到廣州，右旋可以到湖南或福建；為了證明「三角形戰術」是可行的，國軍進行代號為「重慶演習」的實際推演，期望三天佔領一個港口、五天佔領一個機場。
但是即使就算攻下了整個廈門，後勤補給依然是個很大的問題，不但登陸艦艇嚴重不足，甚至得徵用商船來進行補給；而中華民國政府開始徵收臨時國防特別稅捐，平均每個人要繳四分之一的稅收給政府，但是即使如此，對於登陸作戰的財務也只是杯水車薪。
時任中華民國副總統兼中華民國行政院院長陳誠告訴蔣介石，國軍一旦登陸後只能以三個月的準備打六個月的仗，以後從台灣運來的後勤補給最多也只能再支撐三個月，以台灣的人力與財力是不可能進行長期作戰的；國軍必須在中國大陸「以戰養戰」，也就是必需充分利用當地的人力物力自力救濟補給以繼續進行作戰。雖然「以戰養戰」是拿破崙當時征服歐洲大陸的一種高明戰術，若遇上解放军的堅壁清野戰術，則國軍只有投降一途。

### 美軍反對
為了解決後勤問題，蔣介石派遣蔣經國赴美國尋求美援，並表示願意協助美軍在中國大陸西南方空投五千到一萬多名的國軍士兵以截斷解放軍對北越的增援；但美國立場反對蔣介石運用美援武器及物資反攻大陸，美軍顧問團開始高密度的徹查當時國軍軍品狀況與戰備情形，包括每週清點國軍兩棲登陸車的數量、直升機三天两頭在營區上空偵察、成員甚至不理中華民國憲兵阻止硬闖國光計畫室所在的三峽營區、美軍顧問團在中美聯合軍事演習時登上國軍艦艇親自監視，以防演習在蔣介石一聲令下突然轉向大陸變成作戰。美方的種種監視行動惹得蔣介石十分不快。

### 海威行動
海威行動發生於國光計畫期間。
1961年，中華民國國防部情報局局長葉翔之開始策畫「海威」行動，即將特種作戰、情報人員空投到中國大陸秘密行動。蔣介石認為：「如果空投3,000－5,000人的突擊隊，斷然可以在大陸點燃推翻中共暴政的革命運動。」
1962年，蔣介石研判：在5、6月間大陸逃港難民最高潮之際，閩粵洪水成災交通斷絕時，在「鎮海附近將軍澳登陸」是反攻大陸的最佳選擇。於是，他要求美方提供5架C-123運輸機、16架B-57轟炸機、20-25艘坦克登陸艇，以支持國軍小股部隊在香港附近登陸。白宮決定推遲半年交付。10月，中華民國與美國聯合舉行「天兵二號」空降作戰軍事演習。12月29日，9支國軍武裝部隊空降廣東沿海，次月1日在廣東建立基地。1963年11月19日，反共游擊隊分兩批在福建霞浦海尾與南日島登陸。
中華人民共和國方面資料顯示，從1962年10月至1965年1月，「共殲滅國民黨武裝特務40股，594人」。到1965年，參與「海威」行動的1,800名國軍，只有不到三分之一生還。

### 核武差距
1964年中华人民共和国在新疆進行核子試爆成功，當時美國中央情報局駐台北辦事處處長克萊恩告知蔣介石中华人民共和国已經研發三十枚核子彈並宣稱對付台灣只要十五枚就夠了；蔣介石意識到美國不可能援助台灣、且兩岸軍力開始呈現明顯差距，他說：「我們可以不管美國人對我反攻的態度如何，我們應該主動創造有利形勢，不能坐以待斃，如果等到美國人同意我們反攻，這是不可能的」。然而當時國防部許多高階將領認為，在眾多困難重重之下國光計畫根本不可行，但是沒有人敢於蔣介石面前說真話，因為一旦與蔣介石唱反調就會被面臨調職或懲處；時任中華民國陸軍總司令羅列上將跟蔣介石坦承陸軍戰力根本還沒準備好，結果下場是被調到中國磷業公司當董事長。

### 挫敗及凍結
1965年是國光計畫模擬推演最多次的一年，但也是大挫敗的一年。中華民國海軍陸戰隊執行代號「騰海二號演習」，於澎湖外海實施灘頭登陸作戰演習，卻因當天大風大浪導致離本島僅1,200公尺距離花了45分鐘才登岸，且有3/4官兵下船時因暈船而根本無法作戰；6月24日在左營桃子園外海的模擬沃灘頭登陸演習，結果有五輛兩棲登陸車被海浪打翻，數十名官兵殉職，是國光計畫演習傷亡最大的一次。

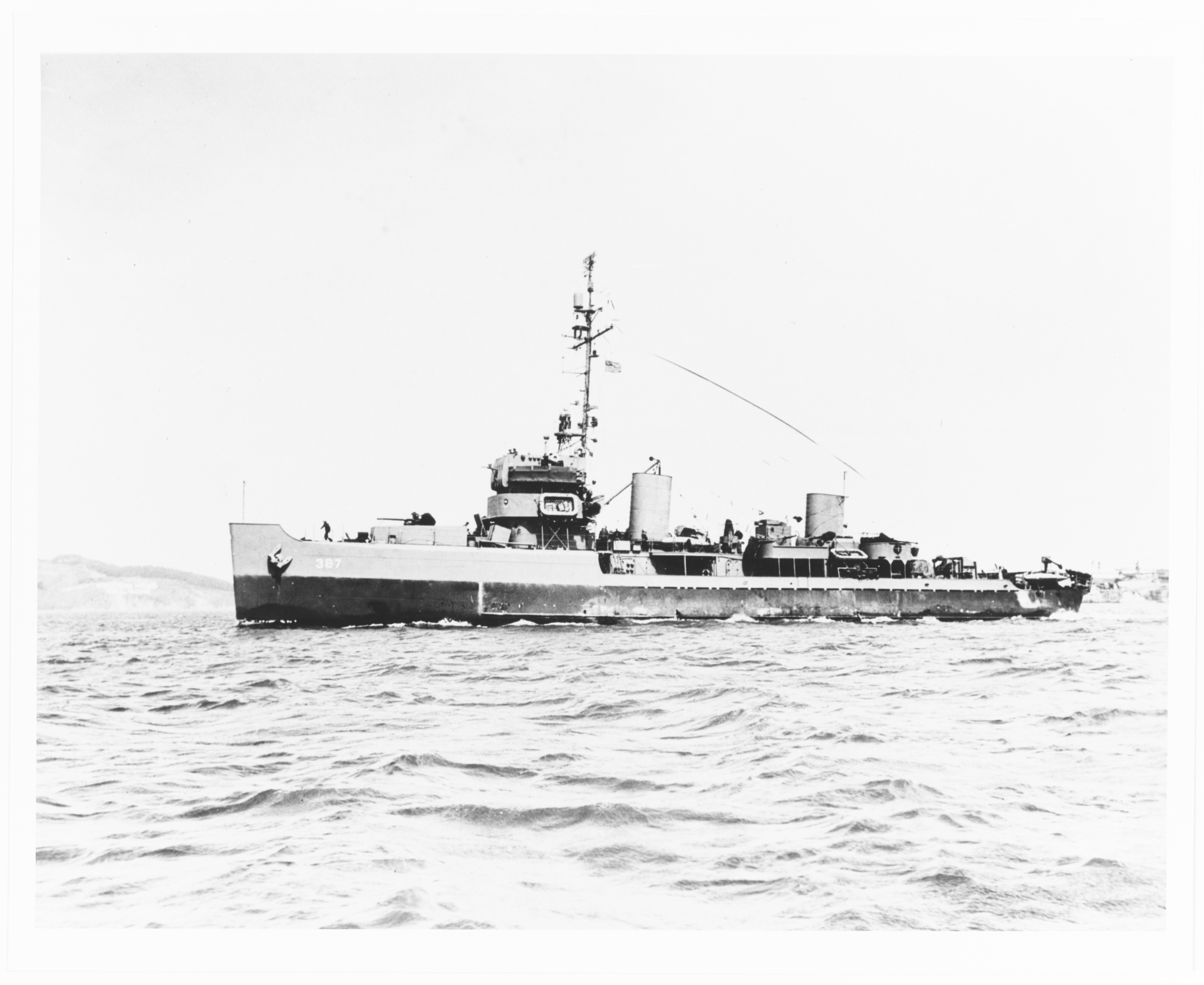
遭擊沉的劍門艦為戰後從美軍接收的海雀級掃雷艦改裝成的巡邏艦

1965年6月17日，蔣介石前往陸軍軍官學校召集軍方中層以上軍官開會預備發動反攻，所有軍官都已預留遺囑。期間為求保密，另以D日（D-Day）作為正式攻擊發起日期。8月6日凌晨，海軍劍門、章江軍艦執行「海嘯一號演習」任務，預計運送穿著解放軍制服的陸軍特種情報隊隊員至大陸沿海，先南往海南島進行欺敵戰術，再北上東山島海域進行滲透以偵測登陸作戰所需情報，並由空軍協力支援。然而兩艘軍艦從高雄左營出發後就受到解放軍監視，解放軍魚雷艇在東山島海域附近的兄弟嶼進行伏擊，雙方從凌晨01:30激戰至清晨06:00，劍門艦和章江艦遭擊沉，殉難官兵近二百人，是為「八六海戰」。

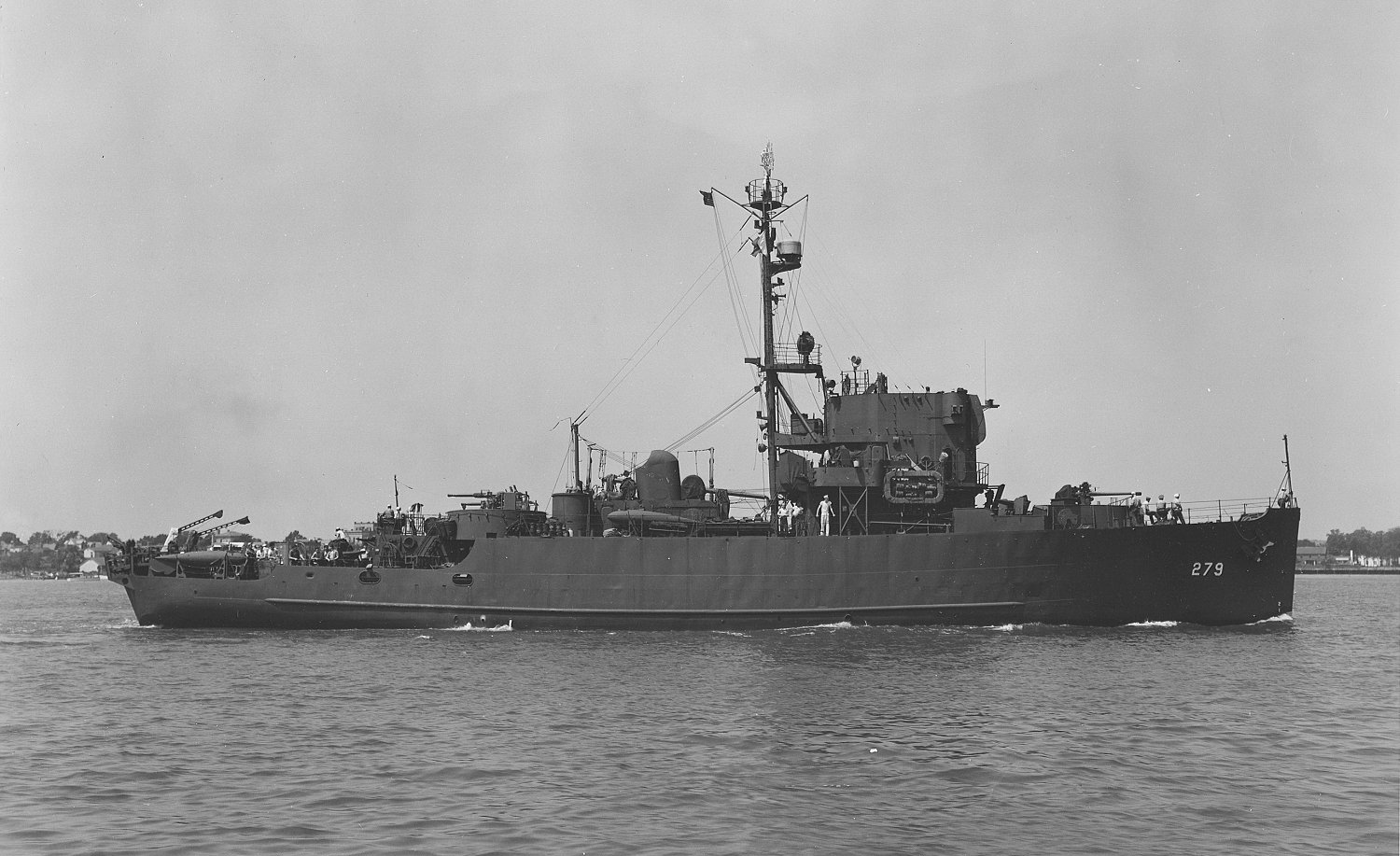
遭擊沉的臨淮艦為戰後從美軍接收的欽佩級佈雷艦改裝成的巡邏艦，圖為同型艦美國AM279號。

11月14日，海軍「永字號」砲艦山海艦與臨淮艦由馬公駛向烏坵執行傷患接運任務，在航抵距烏坵南約十浬海面，遭遇中國人民解放軍海軍12艘快艇，雙方激戰三小時。雖擊傷一艘解放軍快艇，但臨淮艦亦被擊沉，山海艦安返（中华人民共和国官方資料則稱山海艦負傷），是為「烏坵海戰」，國光計畫自此停擺不前。

## 結果
八六海戰及烏坵海戰失利後，蔣介石才真正明白「國光計畫」只是紙上談兵，因而對反攻大陸逐漸死心。1967年12月1日國光作業室縮編為105人，1971年10月24日聯合國大會通過〈2758號決議〉，中華民國在聯合國的席位被中华人民共和国取代。1972年7月20日，國光作業室被裁撤，併入國防部。1975年4月5日蔣介石逝世。1979年美國與中華民國斷交，美國改而和中華人民共和國建交，過去「反共復國」的口號逐漸改由「三民主義統一中國」。1987年7月15日中華民國政府宣佈解除臺灣省戒嚴令、次年1月13日蔣經國逝世，李登輝接任總統，展開一連串民主化及本土化運動，於1991年5月1日起終止動員戡亂時期，在法律上結束戰爭狀態。而後繼的總統均將經濟民生議題做為施政重心，國防政策上也以保衛台澎金馬為職志，民間則大多安於現狀，「反攻大陸」計畫至此終結，走入歷史。由於該計畫始終在極機密的情形下進行，故民間普遍對此毫無所悉。

## 評價
備役海軍中將徐學海在國防部出版的口述歷史書《塵封的作戰計畫：國光計畫》中指出，八六海戰爆發前，他親自將海軍作戰計畫交給空軍擎天作業室，但他們忘記轉交給空軍作戰司令部，等海軍申請空中支援時才發現空軍完全未在狀況內。等待空軍派出戰鬥機至汕頭海域時，己方軍艦已經全數消失。國光計畫當年被視為最高機密。然而據前中華民國海軍總司令葉昌桐上將回憶，當時一位保防官告訴他，才剛開完會簡報的案子，第二天中国大陸就透過廣播公開。葉昌桐認為，國軍作戰計畫洩密到這種程度，登陸部隊上岸形同遭甕中捉鱉，根本不能打。

### 引用
1. ↑  林孝庭. . 台北: 聯經出版社. 2015.
2. 1 2 3 4  王光慈. . 聯合報. 2009-04-20  [2009-04-19]. （原始内容存档于2009-04-22）.
3. ↑  汪士淳. . 聯合文學. 2006-11-22  [2011-12-24]. （原始内容存档于2007-08-22）.
4. ↑  秦欣. . 中國新聞網. 2006-06-28  [2007-12-03]. （原始内容存档于2008-05-14）.
5. ↑  《塵封的作戰計畫：國光計畫口述歷史─國軍史料叢書》：2005年12月，國防部史政編譯室，行政院原住民族委員會，彭大年，ISBN 9860036527
6. 1 2 3  王光慈. . 聯合報. 2009-04-20  [2010-06-08]. （原始内容存档于2010-06-10）.
7. ↑  彭品光. 王水村 , 编. . 台北: 大明王氏出版有限公司. 1971-01-01.
8. ↑  中華民國教育部. . 台北: 國立編譯館. 1991-04.
9. ↑  林正義. . 遠景基金會季刊. 2012年10月, 13 (4).
10. ↑  .   [2013-09-11]. （原始内容存档于2016-10-04）.
11. ↑  . 中國新聞網. 2006-03-26  [2015-10-27]. （原始内容存档于2016-10-26）.